# Petrovice (okres Hradec Králové)
Obec Petrovice (německy Groß Petrowitz) se nachází deset kilometrů severovýchodně od města Nový Bydžov v okrese Hradec Králové. Žije zde 295 obyvatel.

## Historie
Rok založení obce není znám, první písemná zpráva o obci pochází z roku 1355.

## Části obce
- Kanice
- Petrovice

Od 26. listopadu 1971 do 31. prosince 1992 k obci patřily i Pšánky.

## Památky v obci
- Kostel Nanebevzetí Panny Marie – původně gotický kostel z 15. století